# Junges Theater Göttingen

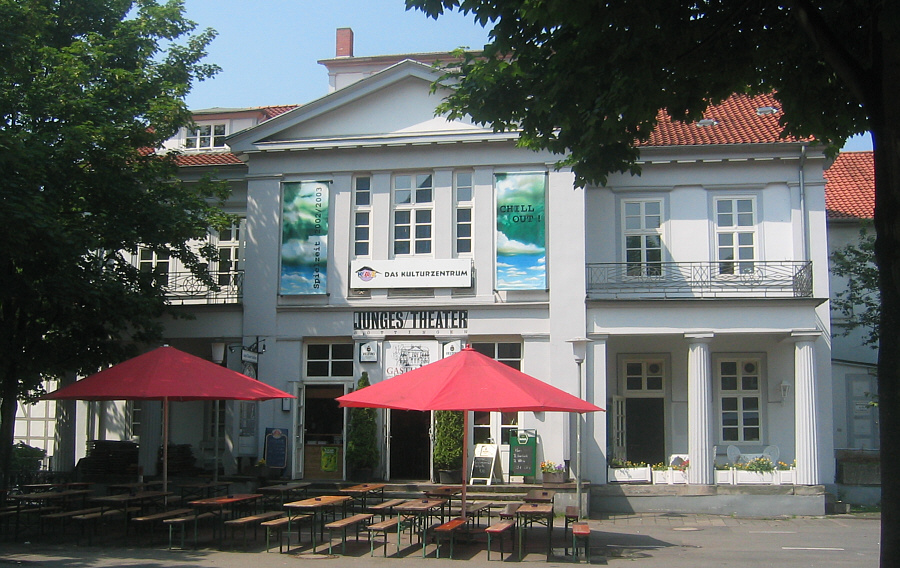
Spielstätte des Jungen Theaters Göttingen, 2003

Das Junge Theater Göttingen ist ein Schauspielhaus mit einem festen Ensemble in Göttingen in Niedersachsen.

## Geschichte
1957 wurde das Junge Theater Göttingen aus dem tangente von Hans-Gunther Klein als kleines Zimmertheater gegründet und spielte am 4. November 1957 mit 44 Zuschauern vor ausverkauftem Haus als erste Premiere den Urfaust.
1960 zog das Theater in die Geismar Landstraße 19, in der heute das Alternativkino Lumière beheimatet ist.
Von 1976 bis Sommer 2019 nutzte das Theater die Räume des von Baumeister Rohns 1836 errichteten Otfried-Müller-Hauses in der Hospitalstraße 6, direkt am Göttinger Wochenmarkt. Wegen der erforderlichen Sanierung der Gebäude zog das Theater im Sommer 2019 in die Räume der ehemaligen Voigtschule in der Bürgerstraße 15 um.
Evelyn Hamann und Bruno Ganz begannen hier ihre Karrieren. Die französische Sängerin Barbara gab 1964 ein Gastspiel am Jungen Theater und sang hier zum ersten Mal ihr bekanntes Chanson Göttingen. Luc Bondy inszenierte hier 1971 am Anfang seiner Karriere mit 22 Jahren Der Narr und die Nonne von Stanisław Ignacy Witkiewicz.

## Heute
Derzeitiger Intendant am Haus ist Nico Dietrich. Fest im Ensemble sind Agnes Giese, Fynn Knorr, Malin Kraft, Jan Reinartz, Jens Tramsen und Thyra Uhde.
Das Junge Theater Göttingen wird von der Stadt und dem Landkreis Göttingen mitfinanziert.

## Auszeichnungen
- 2013: Monica-Bleibtreu-Preis (Publikumspreis) für das Stück Der Vorname (Inszenierung Max Claessen) bei den 2. Privattheatertagen in Hamburg.[4]